# Johann Hübner

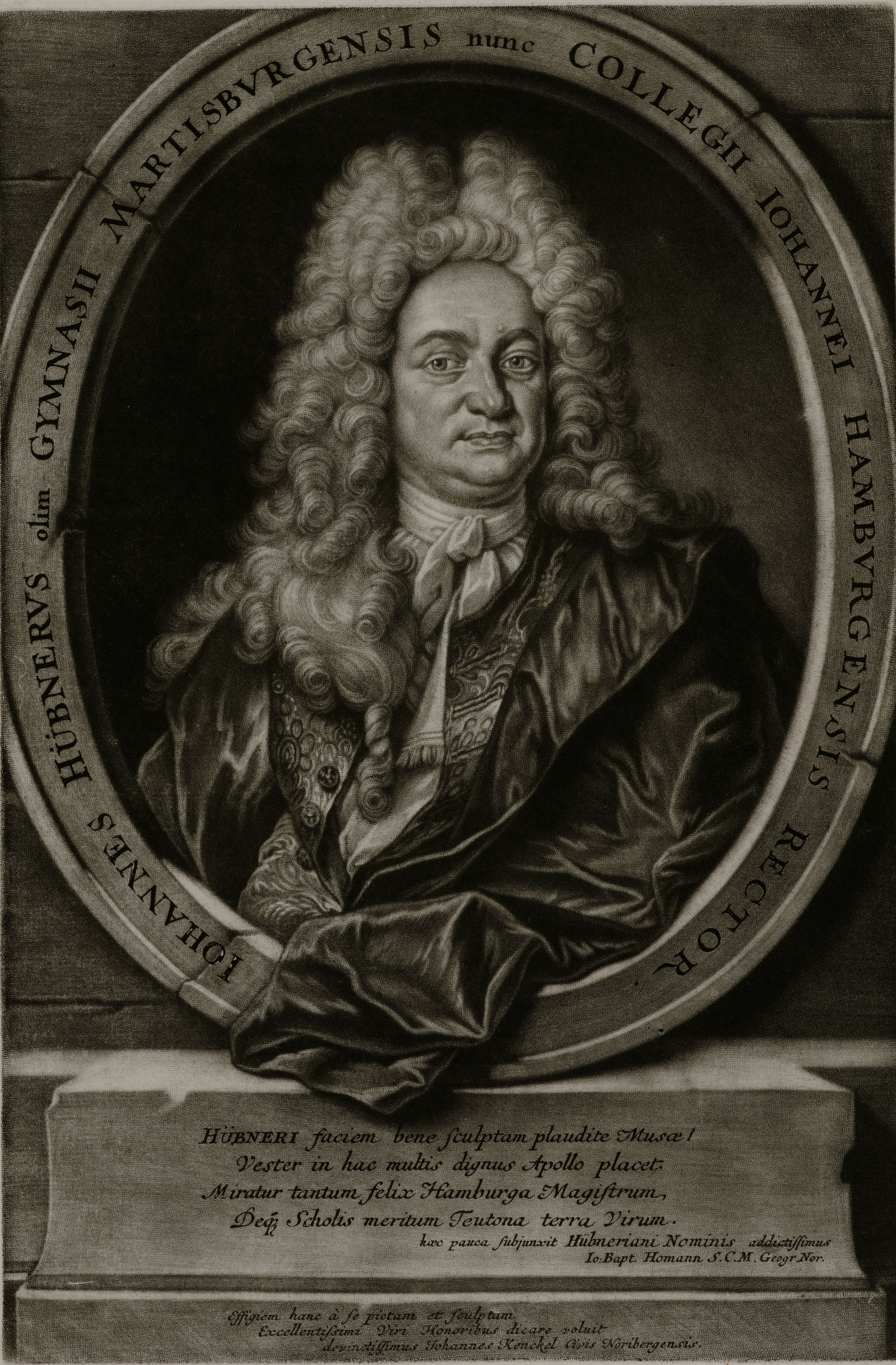
Johann Hübner, Kupferstich von Johann Kenckel

Johann Hübner (* 17. März 1668 in Türchau; † 21. Mai 1731 in Hamburg) war ein deutscher Lehrer, Autor von Schulbüchern und Schriftsteller auf den Gebieten der Genealogie, Geographie, Geschichte, Poetik und der evangelischen Religionspädagogik in der Frühzeit der Aufklärung.

## Leben
Im Alter von 10 oder 11 Jahren wurde Hübner an das Alte Gymnasium in Zittau gegeben. Dem dort seit 1678 als Rektor tätigen Christian Weise, bei dem er auch einige Jahre wohnte, hatte er nach eigenem Bekunden viel zu verdanken.
Seit 1689 studierte er in Leipzig Philosophie, Geschichte und Evangelische Theologie. Dort wurde er 1691 Magister und hielt eigene Vorlesungen in den Fächern Poetik, Rhetorik, Geographie und Geschichte. Seine Dissertation legte er 1694 vor. Im selben Jahr wurde er zum Rektor des Domgymnasiums zu Merseburg ernannt. 1695 heiratete er Anna Sybilla, eine Tochter des Leipziger Theologieprofessors Johannes Olearius († 1713), mit der er drei Töchter und zwei Söhne hatte. Von 1711 bis zu seinem Tod war er Rektor des Johanneums in Hamburg.
1719 heiratete eine seiner Töchter den Verleger Johann Gottlieb Gleditsch, der eine Reihe seiner Werke veröffentlichte. Sein einziger überlebender Sohn Johannes wurde Jurist in Hamburg und bearbeitete u. a. Neuauflagen der Werke seines Vaters.

## Leistungen
Hübner war ein Vertreter der katechetischen Lehrmethode und verfasste daher einen Teil seiner Werke im Frage-Antwort-Wechsel. Seine Kurtze Fragen aus der alten und neuen Geographie war das erste Schulbuch der Geographie und bahnte diesem Fach den Weg in den Unterricht. So wurde es z. B. auch in den Unterricht der Franckeschen Stiftungen eingeführt und 1712 wurde der Nicolai-Schule in Leipzig vom dortigen Rat ein Exemplar des Werkes zur Benutzung im Unterricht geschenkt.

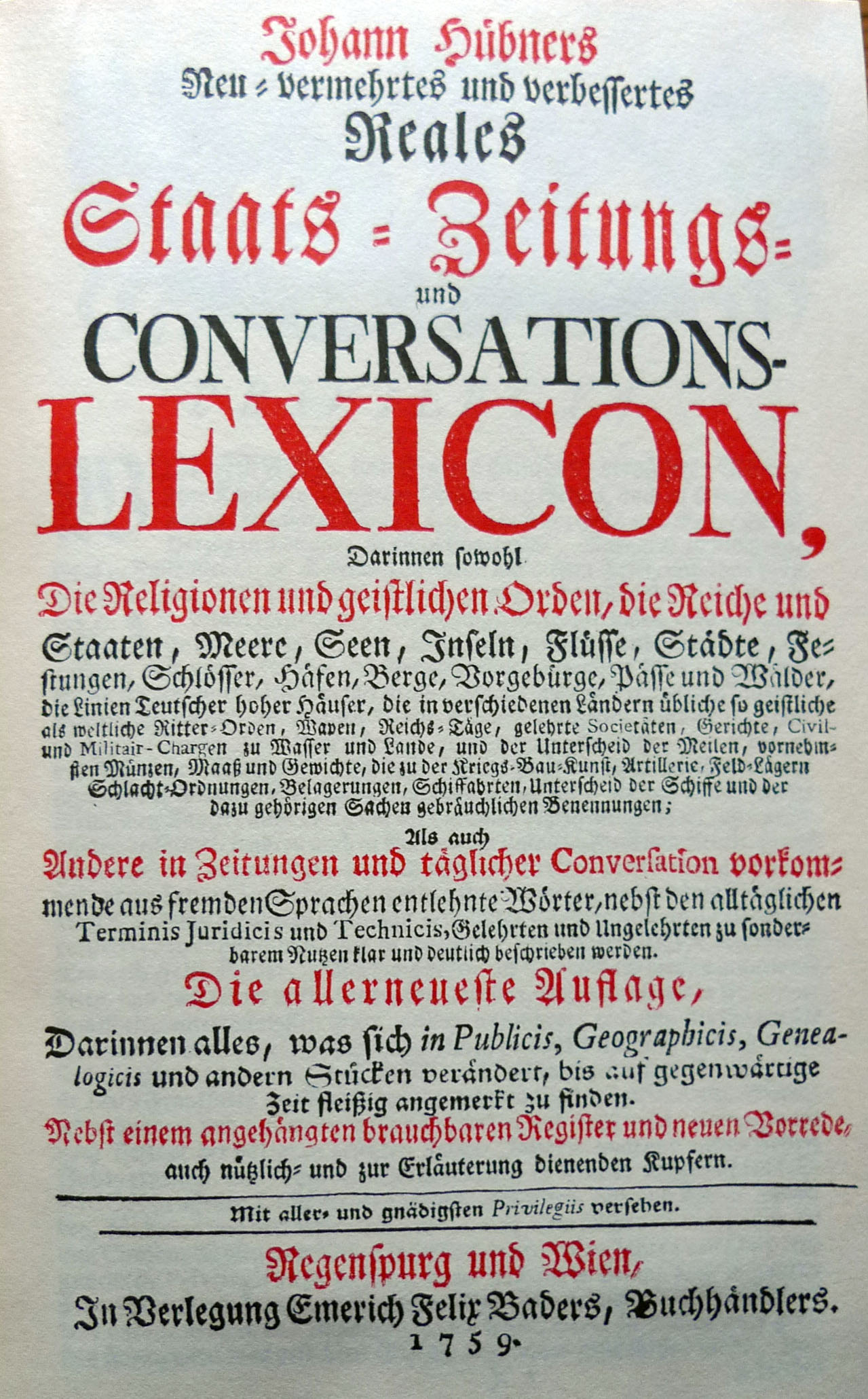
Hübners Conversations-Lexicon, Titelseite der Ausgabe von 1759

Schon in seiner Vorrede zum Zeitungslexikon (s. u.) von 1704 hatte Hübner den Wunsch geäußert, dass es bald auch geeignete Atlanten geben müsse, die die Zeitungslektüre und den Unterricht ergänzten. Er suchte daher die Zusammenarbeit mit dem Nürnberger Kartographen Johann Baptist Homann. Der 1710 bei Homann erschienene Kleiner Atlas scholasticus von 18 Charten war accomodirt durch Johann Hübner. In seinem Museum geographicum befasste er sich 1712 mit der Frage, wie aus den bereits gedruckten Karten kleine oder große Atlanten hergestellt werden könnten. Der 1719 herausgebrachte Atlas methodicus… oder Methodischer Atlas war ein Ergebnis dieser Bemühungen und nach Hübnerischer Lehrart eingerichtet.
Berühmt wurde Hübner durch die Vorrede, die er für das 1704 bei Gleditsch erschienene Reales Staats- und Zeitungs-Lexicon verfasste. Da der Bearbeiter des Lexikons erst in der Auflage von 1777 genannt wurde, wurde es unter seinem Namen bekannt. Das Werk war das erste Konversationslexikon (seit 1708 so genannt) und erlebte 31 Auflagen bis 1828. Ebenso schrieb er eine Vorrede für das 1712 als Ergänzung des Conversations-Lexicons von Paul Jacob Marperger zusammengestellte Curieuse Natur-Kunst-Gewerk und Handlungs-Lexicon.
Hübner erarbeitete darüber hinaus genealogische Tabellenwerke, die viel benutzt wurden und ebenfalls eine Reihe von Neuauflagen erlebten.
Eine außerordentliche Verbreitung fanden seine Biblischen Historien, eine Kinderbibel, die er für den Gebrauch in Schulen und in der häuslichen Erziehung zusammenstellte. Die Bibeltexte ergänzte er durch deutliche Fragen, nützliche Lehren und gottselige Gedanken, die das Einprägen der Geschichten erleichtern sollten. Das Werk erlebte bis 1870 (bzw. 1902) über 200 Nachdrucke und Neubearbeitungen, sowie Übersetzungen in fünfzehn europäische Sprachen. Für fast ein Jahrhundert war es eins der wichtigsten Schulbücher, nicht nur für den Religionsunterricht. Nachdrucke erschienen sogar in den USA.

## Werke (Auswahl)
- Kurtze Fragen aus der alten und neuen Geographie. Dieses Werk erschien zu seinen Lebzeiten in 36 Auflagen (2. Auflage Leipzig 1693).
- Poetisches Handbuch. 1696. 2. Auflage 1710. Weitere Auflagen 1720 und 1742.
- Kurtze Fragen aus der politischen Historie. 10 Teile. 1697.
- Kurtze Fragen aus der Oratoria. 1702. 5. Auflage 1709.
- Aller Durchläuchtigen Hohen Häuser In Europa, Wie auch Der Grafen Des Heiligen Römischen Reichs Neueste Genealogien: Von 1500 biß 1707; Mit nöhtigen Genealogischen und Historischen Fragen erläutert… In CCLXIV. bequemen Tabellen Samt dienlichen Registern ausgefertiget. Schiller, Neumann, Fischer, Hamburg und Erlangen 1707.
- Johann Hübners, Rect. Gymn. Martisb. Kurtze Einleitung zur politischen Historia. Gleditsch, Leipzig 1708 (Digitalisat)
- Drey hundert drey und dreyßig Genealogische Tabellen: nebst denen darzu gehörigen genealogischen Fragen zur Erläuterung der politischen Historie, mit sonderbahrem Fleiße zusammen getragen, und vom Anfange der Welt biß auff diesen Tag continuiret; Nebst darzu dienlichen Registern. Gleditsch, Leipzig 1708.
- Museum geographicum oder Verzeichnis der besten Landcharten so in Deutschland, Franckreich, England und Holland von den besten Künstlern gestochen worden und wie daraus kleine und große Atlanten können formiret werden. 1712. Weitere Auflagen 1726 und 1742.
- Vorrede zum Curieusen Natur-Kunst-Gewerck- und Handlungs-Lexicon. 1712.
- Zweymal zwey und funffzig Auserlesene Biblische Historien, der Jugend zum Besten abgefasset. 1714.
  - Nachdruck der Ausgabe Leipzig, 1731, mit einer Einleitung und einem theologie- und illustrationsgeschichtlichem Anhang herausgegeben von Rainer Lachmann … Olms, Hildesheim 1986.
- Compendieuses Lexicon metaphysicum. 1715.
- Lexicon genealogicum portatile; das ist: ein Verzeichniß aller itzt-lebenden hohen Häupter in der gantzen Welt, welches man allezeit bey sich tragen kan: Johann Hübners Lexicon Genealogicum Portatile; Das ist: Ein Verzeichniß aller itzt-lebenden Hohen Häupter in der gantzen Welt, Welches man allezeit bey sich tragen kan. Felginer, Hamburg 1727.
  - Johan Hubners Beknopt genealogisch woordenboek: behelzende alle thans in het leven zynde keizeren, koningen … van de gehele wereldt … nevens een groot getal hist. en geogr. aanm.; uit het Hoogdt. overgezet … Bos, Amsterdam 1727.
  - … Die neueste Auflage. König und Richter, Hamburg 1731.
  - … Die neueste Auflage. König und Richter, Hamburg 1733.
  - … Neueste Auflage. König, Hamburg 1735.
  - Lexicon genealogicum, Das ist: Ein Verzeichniß aller itzt lebenden Hohen Häupter in der Politischen Welt. Die Fünfte Auflage. Koenig, Hamburg 1736.
  - … Die Sechste Auflage. Koenig, Hamburg 1739.
  - … Die Siebende Auflage. Koenig, Hamburg 1744.
  - … Die Achte Auflage. Koenig, Hamburg 1751.
- Bibliotheca Genealogica, Das ist: Ein Verzeichniß aller Alten und Neuen Genealogischen Bücher von allen Nationen in der Welt: den Liebhabern der Politischen Wissenschafften zur Bequemlichkeit gesammlet, und In eine richtige Ordnung gebracht. Brandt, Hamburg 1729.
- Reales Staats-, Zeitungs- und Conversations-Lexicon. Johann Friedrich Gleditsch, Leipzig 1744 (Digitalisat); Die allerneueste Auflage, ... nebst ... Kupfern 1769 (Digitalisat)